# Liste der Bischöfe von Zamora
Die folgenden Personen waren Bischöfe von Zamora (Spanien):
- Attila (900–920)
- Johannes
- Dulcidio (–953)
- Domingo (954–968)
- Johannes (970–984)
- Salomon (985 bis ca. 989)
- Bernardo de Perigord (1121–1149)
- Esteban (1150–1174)
- Guillermo (1175–1180)
- Martín Arias (ca. 1191)
- Martín Rodríguez (ca. 1217–1238)
- Pedro I. (1239–1254)
- Suero Pérez (1255–1286)
- Alfonso I. (1293)
- Pedro II. (ca. 1300)
- Gonzalo Rodríguez (1303–1310)
- Diego (1311)
- Rodrigo (1326–1335)
- Pedro III. (1341–1343)
- Alfonso II. Fernández de Valencia (1355) (Haus Burgund-Ivrea)
- Martín (1363)
- Álvaro (1377)
- Fernando
- Alfonso III. (1383)
- Alfonso IV. de Córdoba (1386–1395)
- Juan (1395–1403)
- Alfonso V. de Illescas (1403–1413)
- Diego Gómez de Fuensalida (1413–1424)
- Pedro IV. (1425–1438)
- Juan de Mella (1440–1465)
- Rodrigo Sánchez de Arévalo (1467)
- Juan Carvajal (1467) (Apostolischer Administrator)
- Juan de Meneses (1468–1493)
- Diego de Deza, O.P. (1487–1494) (auch Bischof von Salamanca)
- Diego Meléndez de Valdés (1494–1506)
- Antonio Acuña (1507–1526)
- Francisco Mendoza (1527–1534) (auch Bischof von Palencia)
- Pedro Manuel (1534–1546) (auch Erzbischof von Santiago de Compostela)
- Antonio del Aguila Vela y Paz (1546–1560)
- Alvaro Moscoso (1561–1564)
- Juan Manuel de la Cerda (1565–1574) (auch Bischof von Sigüenza)
- Rodrigo de Castro Osorio (de Lemos) (1574–1578) (auch Bischof von Cuenca)
- Diego de Simancas (1578–1583)
- Juan Ruiz Agüero (1584–1595)
- Fernando Suárez Figueroa (1597–1608)
- Pedro Ponce de Léon (1610–1615)
- Juan Zapata Osorio (1615–1621)
- Juan Martínez de Peralta, O.S.H. (1622–1624) (auch Erzbischof von Saragossa)
- Plácido Tosantos Medina, O.S.B. (1624–1624)
- Juan Roco Campofrío, O.S.B. (1625–1627) (auch Bischof von Badajoz)
- Juan Pérez de la Serna (1627–1631)
- Diego Zúñiga Sotomayor (1634–1637)
- Juan de la Torre Ayala (1638–1638)
- Juan Coello Ribera y Sandoval (1639–1652)
- Antonio Paiño Sevilla (Payno Osorio) (1653–1658) (auch Erzbischof von Burgos)
- Alfonso de Liaño y Buelma (1658)
- Alfonso San Vítores de la Portilla (1659–1660)
- Diego García de Trasmiera (1660–1661)
- Pedro Gálvez (1661–1662)
- Lorenzo de Sotomayor (1663–1666)
- Antonio Castañón (1667–1668)
- Dionisio Pérez de Escobosa (1668–1671)
- Juan Astorga de Castillo (1671–1679)
- Alfonso de Balmaseda (1679–1684)
- Antonio de Vergara (1685–1693)
- Fernando Manuel de Mejia (1693–1703)
- Francisco Zapata Vera y Morales (1703–1720)
- José Gabriel Zapata Illescas (1720–1727)
- Jacinto Arana Cuesta (1728–1739)
- Cayetano Benítez de Lugo, O.P. (1739–1739)
- Onésimo Salamanca Zaldívar (1739–1752) (auch Erzbischof von Granada)
- Jaime Cortada Bru (1752–1753) (auch Erzbischof von Tarragona)
- José Gómez (1753–1754)
- Isidro Alfonso Cavanillas (1755–1766)
- Antonio Jorge y Galván (1767–1776) (auch Erzbischof von Granada)
- Manuel Ferrer y Figueredo (1777–1785) (auch Bischof von Málaga)
- Angel Molinos, O.P. (1785–1786)
- Antonio Puñuela Alonso (1787–1793)
- Ramón Falcón Salcedo (1794–1803) (auch Bischof von Cuenca)
- Joaquín Carrillo Mayoral (1804–1810)
- Pedro Inguanzo Rivero (1814–1824) (auch Erzbischof von Toledo)
- Tomás La Iglesia España (1824–1834)
- Miguel José Irigoyen (1847–1850) (auch Bischof von Calahorra y La Calzada)
- Rafael Manso (1851–1862)
- Bernardo Conde Corral, O. Praem. (1863–1880)
- Tomás Belestá y Cambeses (1880–1892)
- Luis Felipe Ortiz y Gutiérrez (1893–1914)
- Antonio Alvaro y Ballano (1914–1927)
- Manuel Arce y Ochotorena (1929–1938) (auch Bischof von Oviedo)
- Jaime Font y Andreu (1944–1950) (auch Bischof von San Sebastián)
- Eduardo Martinez González (1950–1970)
- Ramón Buxarrais Ventura (1971–1973) (auch Bischof von Málaga)
- Eduardo Poveda Rodriguez (1976–1991)
- Juan María Uriarte Goiricelaya (1991–2000) (auch Bischof von San Sebastián)
- Casimiro López Llorente (2001–2006)
- Gregorio Martínez Sacristán (2006–2019)
- Fernando Valera Sánchez (seit 2020)